# Boletina nasuta
Boletina nasuta är en tvåvingeart som först beskrevs av Alexander Henry Haliday 1839.  Boletina nasuta ingår i släktet Boletina och familjen svampmyggor. Arten är reproducerande i Sverige. Inga underarter finns listade i Catalogue of Life.